# Benito Albino Dalser
Benito Albino Dalser (Milano, 11 novembre 1915 – Mombello di Limbiate, 26 agosto 1942) è stato un militare italiano, noto anche con i cognomi Mussolini e Bernardi (dal nome del padre adottivo e tutore), fu figlio di Ida Irene Dalser e di Benito Mussolini.

## Biografia
Secondo la ricostruzione del giornalista Marco Zeni, basata su documenti riguardanti la Dalser, il bambino venne riconosciuto a Milano dal padre l'11 gennaio del 1916, con atto del notaio Giuseppe Buffoli di Monza, così come riportato da annotazione trascritta l'8 aprile 1916 nel registro delle nascite del Comune di Milano. Tuttavia l'atto di riconoscimento non è mai stato trovato.

Benito Albino e Ida Dalser

Nel 1925 Benito Mussolini, da circa tre anni capo del governo, nello stesso anno del suo matrimonio religioso con Rachele Guidi, avrebbe assegnato al piccolo Benito Albino una dote di centomila lire in Buoni del Tesoro ma, al di fuori di questa elargizione, non si occupò direttamente del bambino. I rapporti con Benito Albino furono invece tenuti dal fratello del Duce, Arnaldo, che ebbe nei confronti del nipote un comportamento affettuoso.
Benito Albino visse con la madre in varie località fino al 1926, quando la donna, che non aveva rinunciato a proclamarsi legittima consorte del capo del fascismo, fu internata nel manicomio di Pergine Valsugana e, successivamente, in quello di San Clemente nella laguna veneziana. Dopo il primo ricovero coatto della madre, il bambino fu mandato in collegio prima a Moncalieri dai padri Barnabiti poi, dopo la morte improvvisa dello zio Arnaldo, nel 1931, in un collegio di minore prestigio. Nel 1932 fu adottato, su ordine di Mussolini, da Giulio Bernardi, commissario prefettizio di Sopramonte, che ne divenne anche il tutore. Benito Albino non riuscì mai più a rivedere la madre e, secondo Zeni, sarebbe vissuto nel desiderio costante di essere riconosciuto dal padre.

## La morte
Dopo aver frequentato il corso di telegrafia a La Spezia, insieme a Giacomo Minella, nipote del padre adottivo, si arruolò nella Regia Marina e si imbarcò con il compagno sull'esploratore Quarto, in navigazione verso la Cina. Secondo le testimonianze di Minella, Benito Albino manifestò più volte ai commilitoni la sua stretta parentela con il Duce. Fatto rimpatriare nel 1935 con uno stratagemma, fu anch'egli fatto rinchiudere come la madre in un istituto psichiatrico a Mombello di Limbiate (l'allora manicomio provinciale di Milano), dove morì nel 1942. La morte del giovane, secondo le cartelle cliniche ritrovate, sarebbe da imputare alle ripetute iniezioni di insulina, che lo mandarono ripetutamente in coma, sino a provocarne il decesso.. Nel 2006 quotidiano La Repubblica ha definito la sua scomparsa, studiata dal giornalista Alfredo Pieroni del Corriere della Sera, "un delitto di regime".

## Cinema
- Sulla vicenda di Ida Dalser e di Benito Albino è imperniato il film Vincere di Marco Bellocchio (2009). Nel film il ruolo di Benito Albino da bambino è ricoperto da Fabrizio Costella.

## Televisione
- Il 14 gennaio 2005 il programma La grande storia su Rai 3 ha trasmesso un documentario curato da Fabrizio Laurenti e Gianfranco Norelli.
- Il 3 luglio 2009 gli è stata dedicata una puntata nella trasmissione Enigma, condotta da Corrado Augias.
- Il 24 gennaio 2025 compare nella quinta puntata della miniserie M - Il figlio del secolo.